# Climat pontique
Le climat pontique est un climat caractéristique des abords de la mer Noire (mer dont le nom antique est « Pont Euxin »), qui fait partie des climats tempérés à dominante « climat subtropical humide ». C'est un climat de transition que les climatologues classent, selon ses variantes, parmi les climats océaniques dégradés au nord-ouest et/ou parmi les climats subtropicaux humides au sud-est.

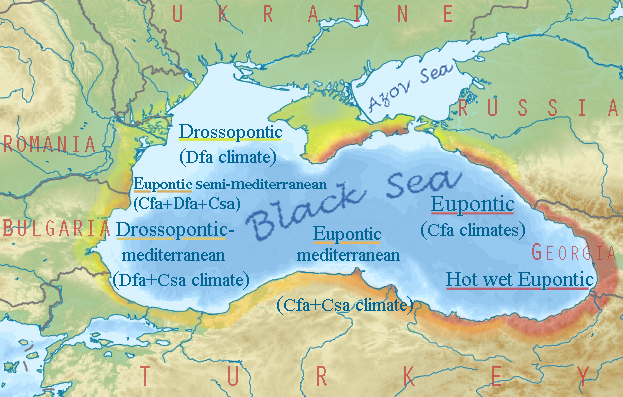
Climat pontique autour de la mer Noire.

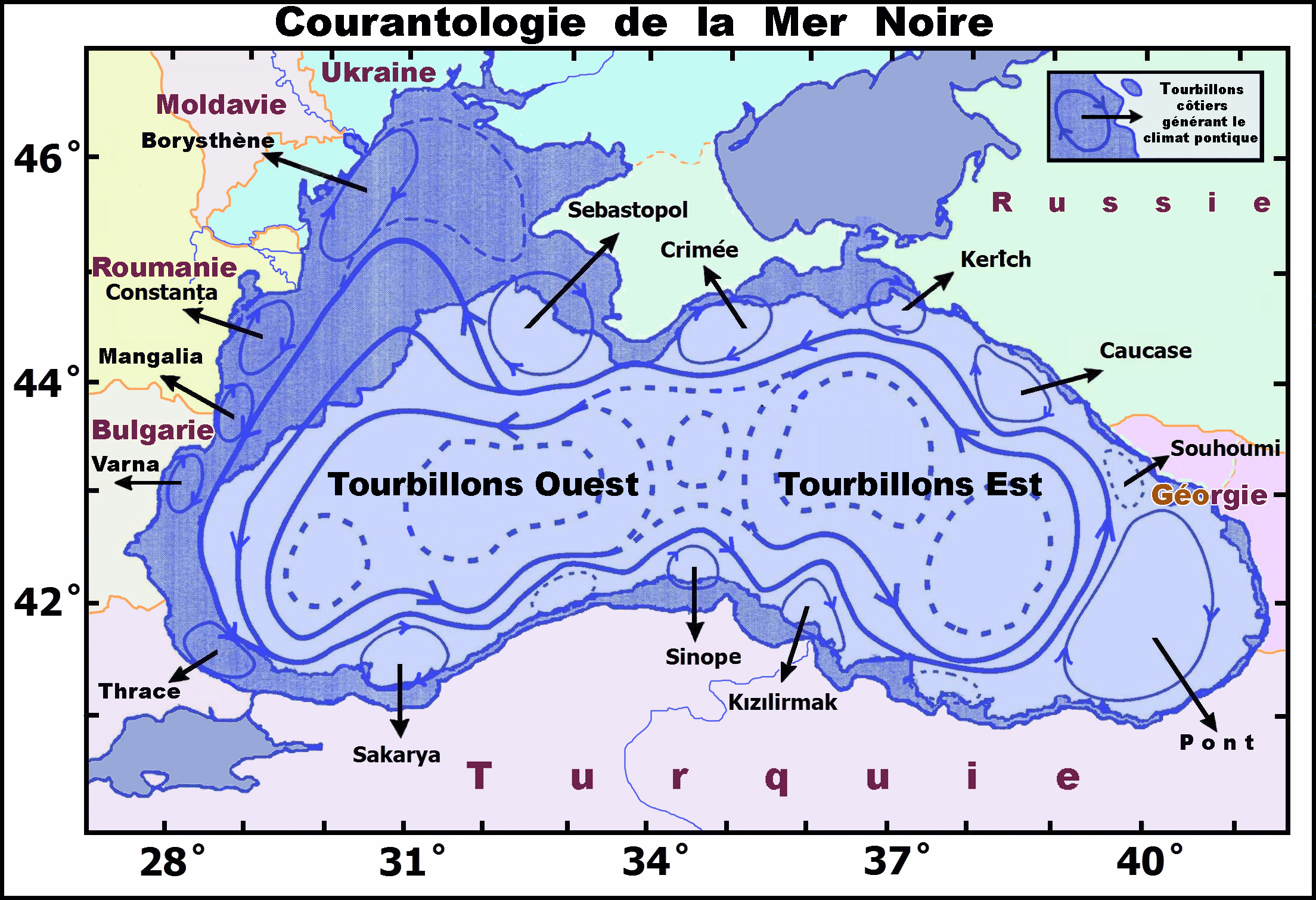
Courantologie de la mer Noire avec les deux tourbillons principaux et les tourbillons côtiers secondaires créant le climat pontique, d'après Grigore Antipa.

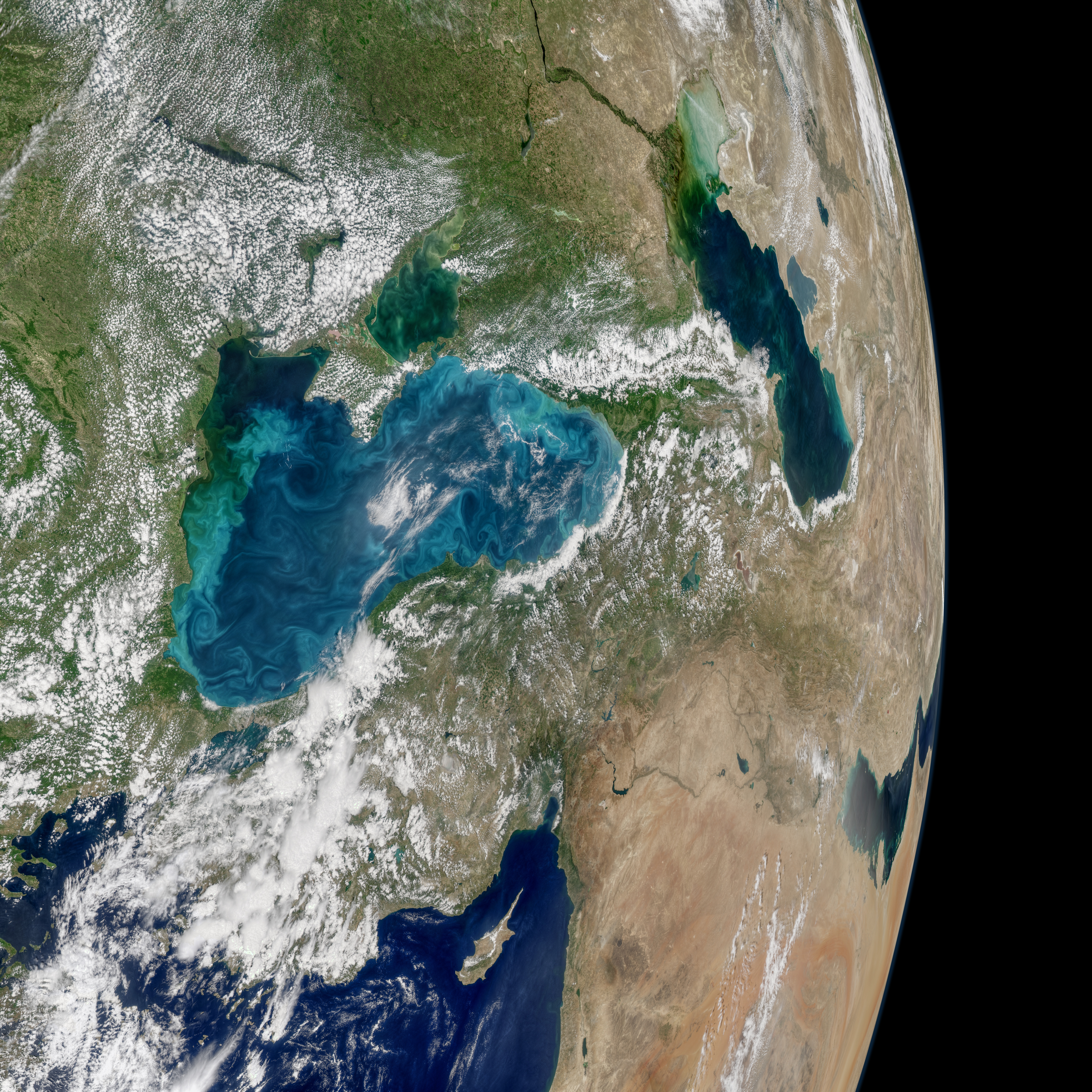
En juin 2017, le plancton bioluminescent rend visibles les tourbillons créant le climat pontique.

## Répartition et variantes
Bien qu'également présent à l'ouest et au sud de la mer Caspienne (sur le littoral caspien de l'Azerbaïdjan et de l'Iran) le climat pontique tire son nom de la mer Noire (le Pont Euxin de l'Antiquité). Il présente une grande diversité de micro-climats et de formations végétales en fonction de la topographie et des altitudes, avec deux variantes principales :
- l'une, aux hivers froids, considérée comme un climat océanique dégradé ou encore comme un climat continental humide atténué (« Dfa »), présente près des côtes de la Bulgarie, de la Roumanie et de l'Ouest de la Crimée, a été appelée drossopontique par Grigore Antipa et ses successeurs[2] ;
- l'autre, douce et humide, considérée comme un climat quasi-subtropical humide ou encore comme une influence méditerranéenne sur le climat continental sec d'Anatolie, d'Ukraine et de Russie méridionale, est définie comme eupontique et se rencontre dans le littoral sud de la Crimée et dans la péninsule de Kertch, autour de Sotchi en Russie, en Abkhazie, en Colchide (Géorgie) et surtout dans la région pontique de la Turquie[3] où les climatologues n'hésitent pas à la rapprocher du climat chinois méridional ou de celui du sud-est des États-Unis[3].

Les deux variantes se croisent en Bulgarie et Roumanie entre Varna et Constanza et subissent une influence méditerranéenne estivale aride de part et d'autre du Bosphore, diminuant à l'ouest l'humidité et la fraîcheur du climat drossopontique, et à l'est la moiteur du climat eupontique.

## Caractéristiques
Au nord de la mer Noire, le climat drossopontique (ou « pontique frais ») présente les caractéristiques du climat méditerranéen en été, fort sec, mais du climat continental en hiver, avec gel et chutes de neige, et avec des saisons intermédiaires souvent brumeuses ou tempétueuses.
Au sud de la mer Noire, notamment dans la partie orientale de la région du Pont en Turquie, le climat eupontique (ou « pontique doux ») est marqué par des hivers adoucis (même s'il arrive que la neige y tombe aussi) et des étés chauds, mais humides. Les précipitations y sont particulièrement abondantes entre la fin de l'été et la fin de l'hiver, et moindres (quoique toujours fortes) le reste de l'année. Un tel climat est assez comparable au climat subtropical humide, et les climatologues expliquent cette singularité climatique par la géomorphologie des régions montagneuses où il règne, ainsi que par l'exposition aux vents venus de la mer Noire ou de la mer Caspienne venant frapper les ubacs du massif pontique ou de la chaîne de l'Elbourz. Ce climat eupontique va en se dégradant vers l'ouest de la mer Noire où il devient drossopontique c'est-à-dire méditerranéen en été et continental en hiver.
| Mois                              | jan. | fév. | mars | avril | mai  | juin | jui. | août | sep. | oct. | nov. | déc. | année |
| --------------------------------- | ---- | ---- | ---- | ----- | ---- | ---- | ---- | ---- | ---- | ---- | ---- | ---- | ----- |
| Température minimale moyenne (°C) | 3,1  | 3,2  | 5,1  | 9     | 12,5 | 16,3 | 19,2 | 19,3 | 16   | 12,1 | 7,9  | 5    | 10,7  |
| Température moyenne (°C)          | 5,7  | 6    | 8,1  | 12,3  | 16   | 20   | 22,9 | 23   | 19,6 | 15,4 | 10,9 | 7,8  | 14    |
| Température maximale moyenne (°C) | 9,4  | 9,8  | 12,1 | 16,6  | 20,2 | 24   | 26,7 | 27,1 | 24,2 | 19,9 | 15,1 | 11,4 | 18    |
| Précipitations (mm)               | 179  | 118  | 109  | 116   | 93   | 91   | 122  | 135  | 135  | 158  | 191  | 197  | 1 352 |

| Mois                              | jan.  | fév.  | mars  | avril | mai   | juin  | jui.  | août  | sep.  | oct.  | nov.  | déc.  | année   |
| --------------------------------- | ----- | ----- | ----- | ----- | ----- | ----- | ----- | ----- | ----- | ----- | ----- | ----- | ------- |
| Température minimale moyenne (°C) | 3,4   | 3,6   | 4,8   | 8,4   | 12,4  | 16,2  | 19,1  | 19,2  | 16,3  | 12,4  | 8,6   | 5,4   | 10,7    |
| Température moyenne (°C)          | 6,3   | 6,6   | 7,9   | 11,6  | 15,8  | 19,9  | 22,2  | 22,2  | 19,4  | 15,4  | 11,6  | 8,3   | 14      |
| Température maximale moyenne (°C) | 10,4  | 10,7  | 11,8  | 15,3  | 19    | 23,2  | 25,3  | 25,6  | 23,3  | 19,6  | 16,2  | 12,7  | 18      |
| Précipitations (mm)               | 216,5 | 172,7 | 147,1 | 101,1 | 102,4 | 128,1 | 135,7 | 182,5 | 220,7 | 272,2 | 249,5 | 242,5 | 2 171,2 |

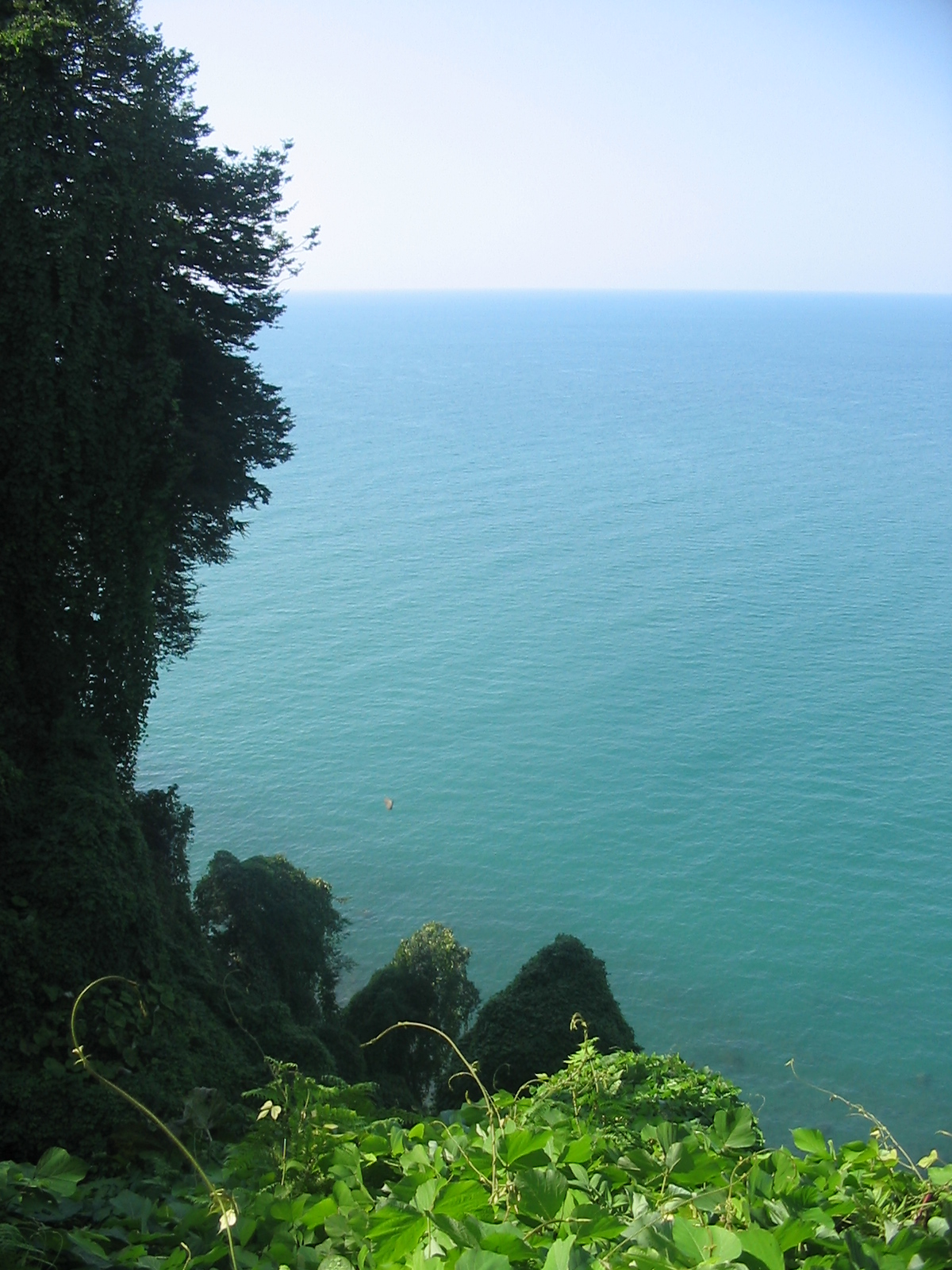
À Batoumi, en Géorgie, le climat eupontique « Cfa » est de type subtropical humide.

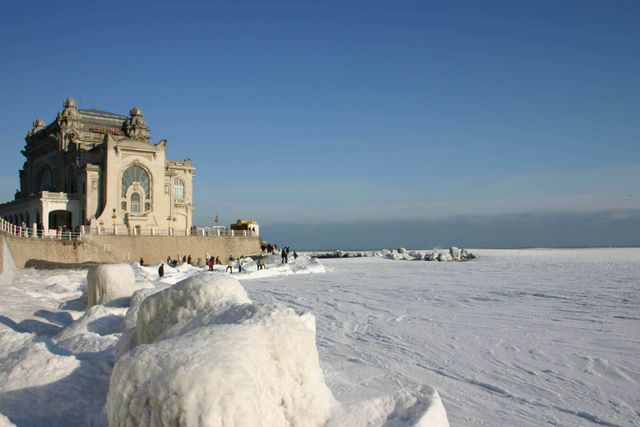
La mer peut geler en hiver autour du casino de Constanța, sur la côte roumaine, au climat drossopontique « Dfa », de type continental humide.

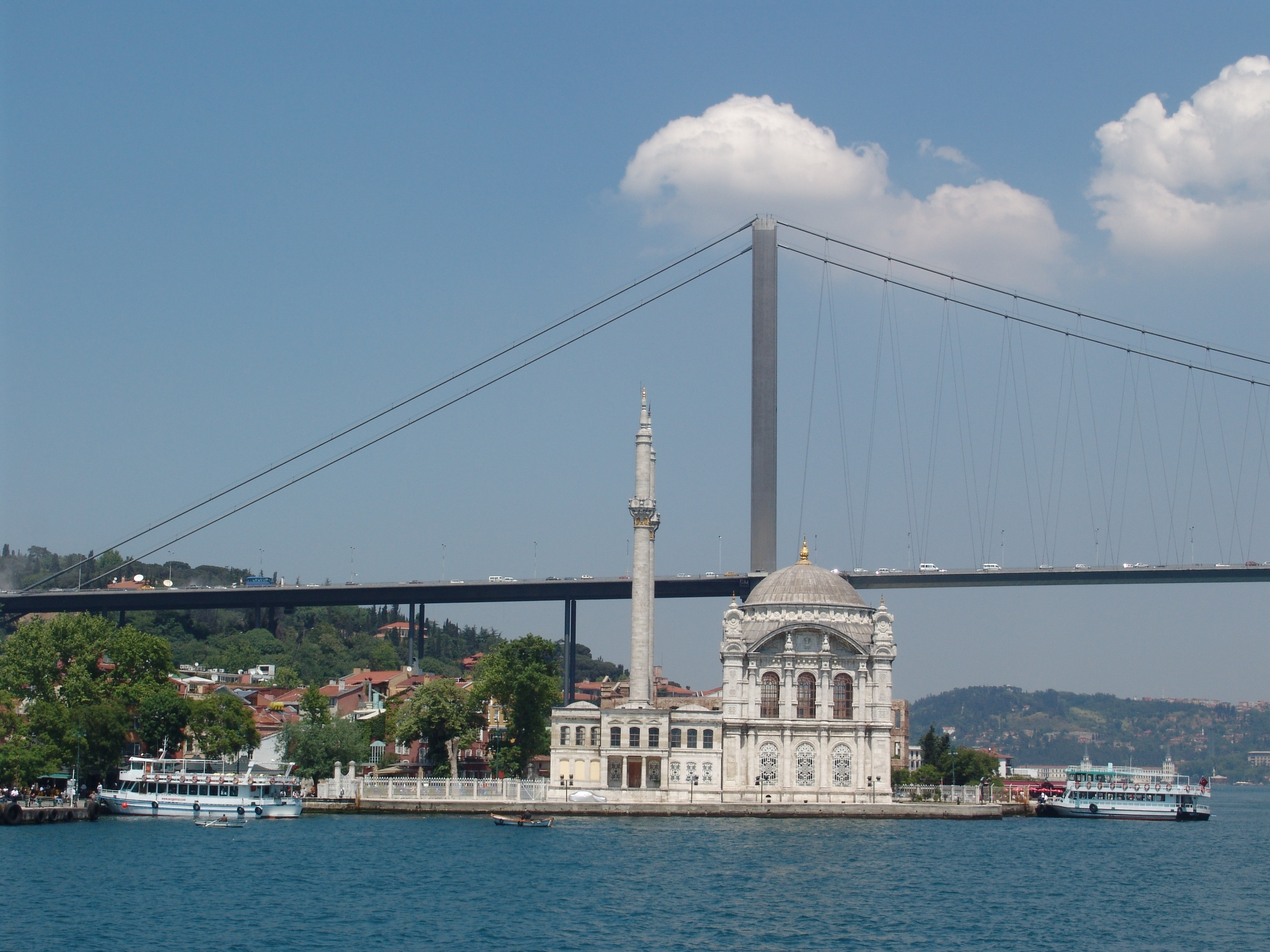
À Istanbul, en Turquie, le climat eupontique « Cfa + Cfb + Csa » est à la croisée des influences subtropicale humide, océanique et méditerranéenne.

Dans la partie drossopontique limitrophe de la steppe pontique franchement continentale, les zones humides (limans, bouches du Danube, estuaires des autres grands fleuves venant du nord) à l'évaporation estivale importante, entretiennent des micro-climats humides propices aux herbacées de la famille des cannes, aux saules, frênes et des noisetiers (Corylus colurna ou avellana). En Crimée, l'adret des monts du Chersonnèse est presque méditerranéen en dessous de 1 000 m d'altitude, tandis que l'ubac est franchement continental. Cette limite climatique a longtemps été aussi une limite politique, car dans l'histoire du pays, l'adret méditerranéen vit s'établir, venus par la mer, les grecs antiques, les romains, les grecs byzantins devenus pontiques, les arméniens dits « tcherkessogaïs », les juifs karaïmes ou krymchaks, les vénitiens, les génois et les turcs ottomans, tandis que l'ubac continental fut le domaine des peuples cavaliers venus de la steppe pontique : cimmériens, scythes, sarmates, roxolans, goths, huns, bulgares, khazars, pétchénègues, coumans dits « polovtses », alains, mongols de la Horde d'or et tatars.
Dans la partie occidentale de la côte turque de la mer Noire (Thrace, Bithynie, Paphlagonie, Pont occidental) où le climat est mi-drossopontique, mi-eupontique, aux influences méditerranéennes, la végétation est dominée par le chêne et le charme accompagnés d'arbousiers, de paliures, de bruyères arborescentes, de cistes, de filaires et de myrtes. Apporté, ici comme ailleurs, par les Grecs, l'olivier pousse bien dans ces régions et jusqu'à Trébizonde, point le plus oriental de l'influence méditerranéenne sur le littoral pontique. En altitude, dans les montagnes de ces régions, on trouve des sapins et des pins noirs.
Dans la partie eupontique, les micro-climats sont l'inverse des monts du Chersonnèse en Crimée.
Au nord, l'ubac de la chaîne pontique, surplombant la mer Noire, doux et humide, est propice à une formation végétale spécifique où prospèrent le châtaignier européen, les fougères (Fougère aigle, Ptéris de Crète), les buis (Buxus sempervirens) et surtout les rhododendrons (rhododendron pontique, luteum, caucasien, de Smirnow ou d'Ungern), plantes pontiques par excellence. On y trouve aussi des aulnes, des chênes et jadis des ormes (aujourd'hui disparus). Partout présents jusqu'à 2 600 m d'altitude, les rhododendrons prospèrent sur la côte sud-est de la mer Noire, depuis les formes naines (azalées) jusqu'à plusieurs mètres de hauteur. La croissance du rhododendron pontique est si rapide que, lorsqu'un arbre est abattu, il est aussitôt remplacé par des bosquets de ce même végétal. Le nectar des fleurs de cette plante, légèrement toxique, donne à certains miels produits dans la région des propriétés hallucinogènes (le deli bal, « miel fou » en turc) dont auraient notamment eu à souffrir les soldats de Xénophon qui traversèrent la région du Pont au IVe siècle av. J.-C.. Autre fleur emblématique du climat pontique, le colchique tire son nom de la Colchide, province géorgienne. La variété autochtone de gentiane (gentiana pontica) se distingue par sa couleur d'un bleu profond. On trouve aussi au plus près de la mer de nombreux figuiers (Ficus carica) et lauriers-cerises (Laurocerasus officinalis). Au-delà de 400 m d'altitude environ apparaissent, mêlés à l'aulnaie, les Hêtres (Fagus orientalis), parfois gigantesques, des érables, puis des épicéas jusqu'à 2 200 m. environ. Au-delà de 1 900 m d'altitude on rencontre des prairies alpines, encore parsemées de rhododendrons.
Au sud, l'adret de la chaîne pontique, au contact de la Cappadoce, connaît un climat bien plus rude, marqué par la sécheresse, certes relative en comparaison du plateau anatolien, et qui permet, en montagne et le long des cours d'eau, la présence des pins sylvestres et des sapins, mais pas celle des rhododendrons. Ici, en altitude, le sol est souvent à nu et seules les roches affleurent. La morphologie de la chaîne pontique offre néanmoins quelques possibilités de développement sur son versant sud à une flore méditerranéenne à la faveur de vallées situées à ses deux extrémités est et ouest.

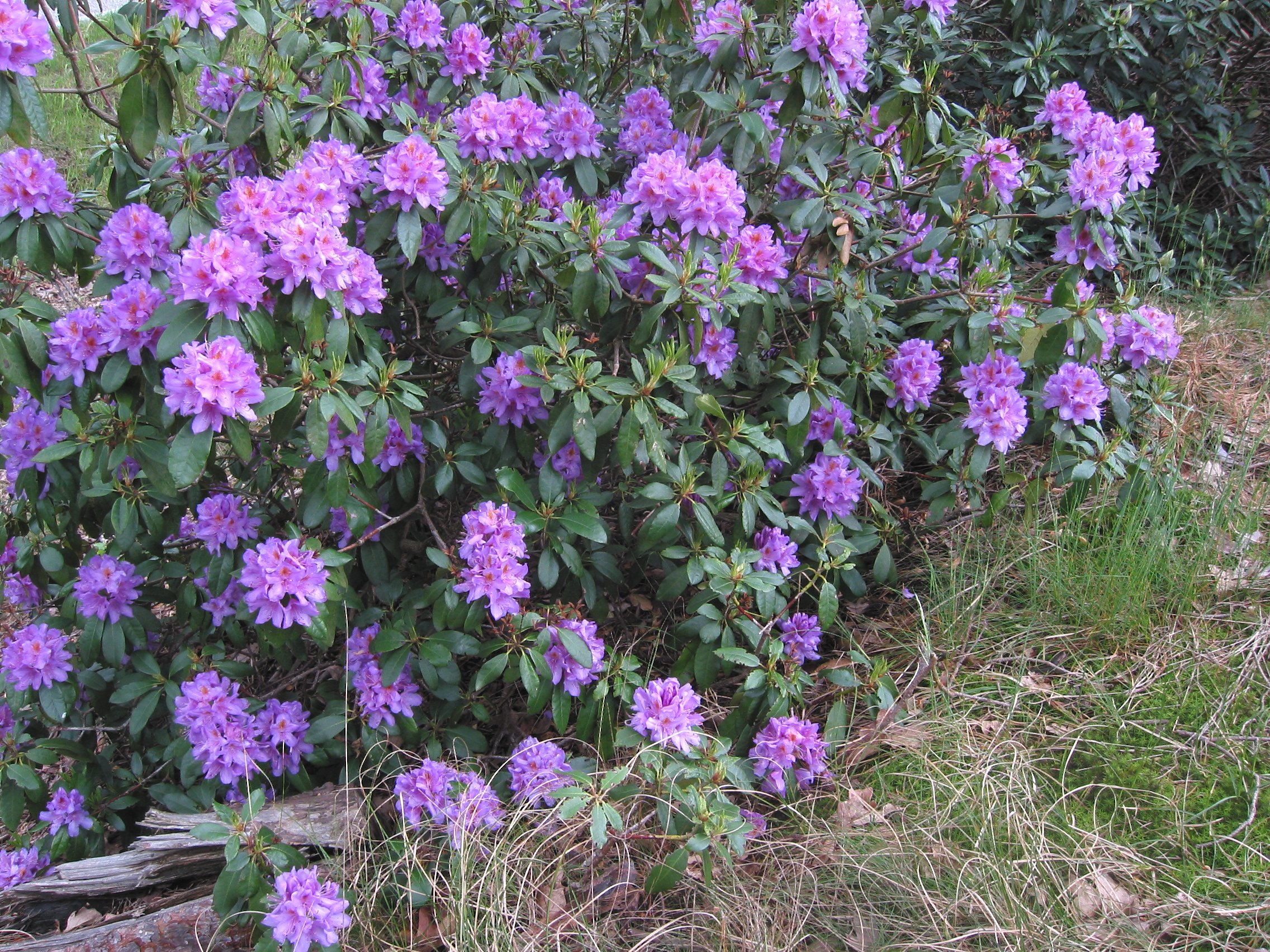
Un rhododendron pontique, végétal emblématique du climat eupontique.

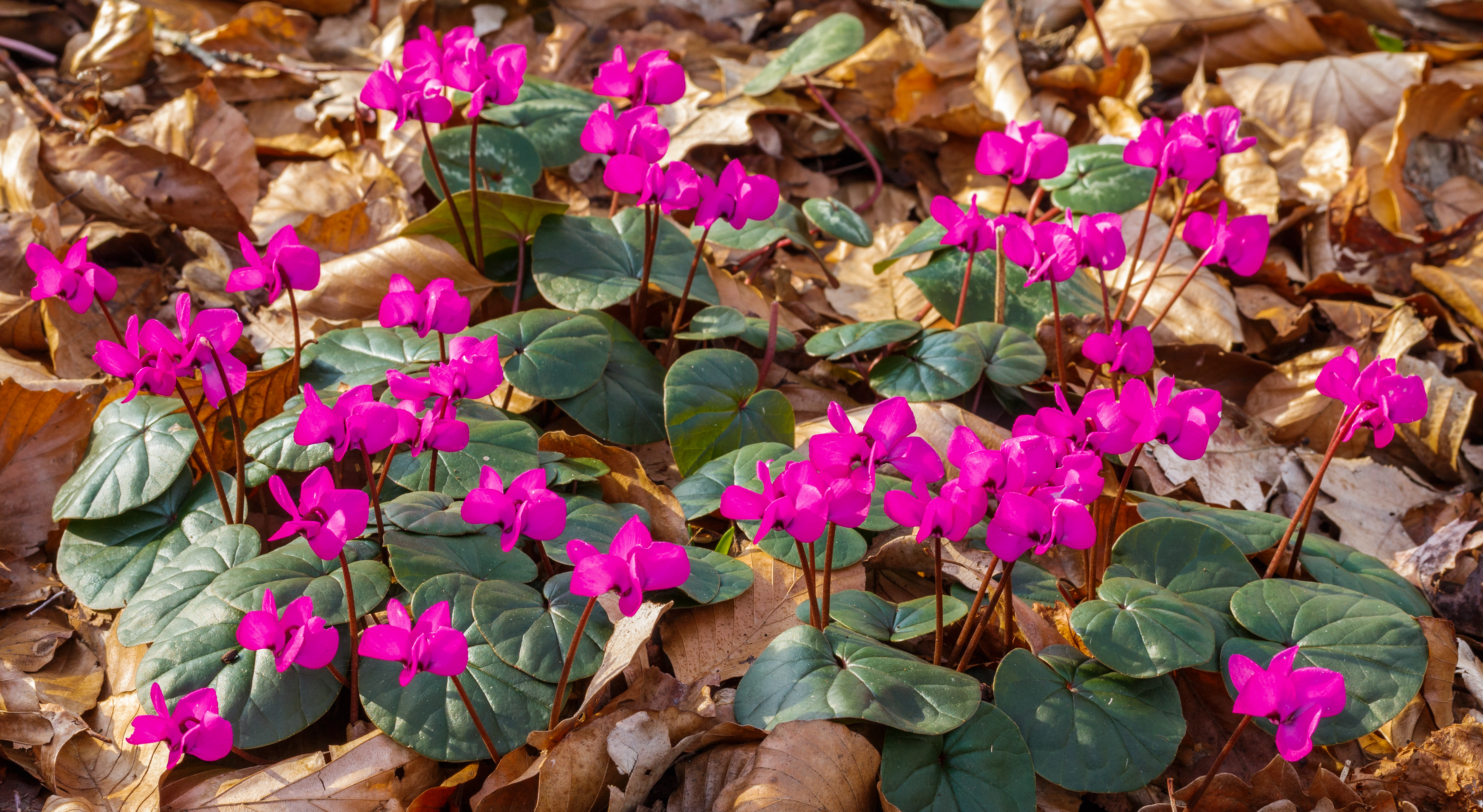
L'aire de répartition naturelle du Cyclamen coum correspond au climat pontique.

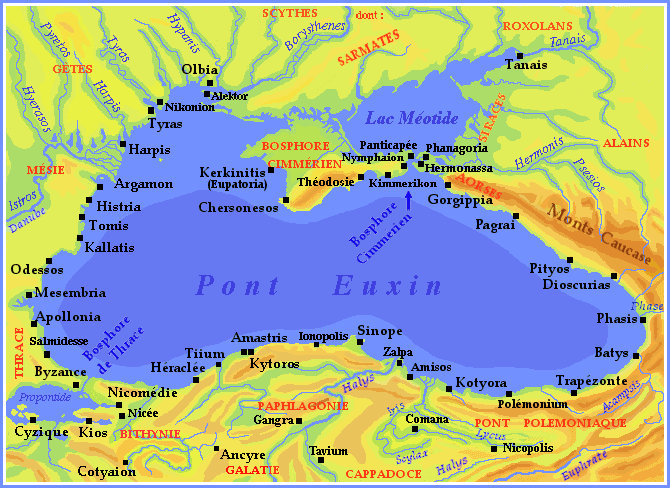
Cités grecques du Pont Euxin, « grenier à blé » et « réserve de bois » de la Grèce antique.

Le climat pontique, en comparaison avec le reste de l'espace proche-oriental, est favorable à la productivité végétale et c'est pourquoi dès les VIIIe et VIIe siècles av. J.-C. les pourtours de la mer Noire ont été densément colonisés par les Grecs antiques, la région devenant le « grenier à blé » des cités grecques dans sa partie drossopontique propice aux cultures céréalières, et la « réserve de bois » de la marine grecque dans sa partie eupontique en grande partie recouverte de forêts, aujourd'hui encore assez préservées. Cette abondance forestière, rare au Proche-Orient, a tant impressionné les anciens grecs qu'ils nommèrent les forêts pontiques Amarante, soit, littéralement, « qui ne peut se corrompre » et les jugèrent semblables à une mer d'arbres, expression reprise de nos jours par les Turcs pour désigner la même formation végétale (Ağaç Deniz : la « mer de chênes »).